# Джак Ванс
Джек Холбрук Ванс (на английски: Jack Holbrook Vance) е американски писател на научна фантастика и фентъзи.

## Биография и творчество
Роден е в Сан Франциско и е учил в Калифорнийският щатски университет – Бъркли. Има бакалавърска степен по хуманитарни науки от 1942 г. Първият му разказ – „Мислител“ е публикуван през лятото на 1945 г. на страниците на списание „Thrilling Wonder Stories“. След 1945 г. се занимава професионално с литература.
През своята писателска кариера Джек Ванс пише в много широк жанров обхват – от научна фантастика и фентъзи („The Space Pirate“, „The Dragon Masters“ и др.) до детективски романи. Някои от детективските му романи са публикуван и под псевдонима Елъри Куин. Той е носител на наградите Хюго, Небюла и Юпитер.
На български език е публикувана първата книга от серията „Умираща Земя“, под заглавието „Залезът на Земята“, 1997 г., издателска къща „Камея“. Целият цикъл съдържа:
1. The Dying Earth (1950)
2. The Eyes of the Overworld (1966)
3. Cugel's Saga (1966)
Morreion (1968)
The Seventeen Virgins (1974)
The Bagful of Dreams (1979)
4. Rhialto the Marvellous (1984)
The Laughing Magician (1997)
The Tales of the Dying Earth (omnibus) (2000)